# De Boshoek
De Boshoek is een sportcomplex in Hardenberg. Het is voornamelijk bekend omdat het de thuishaven is van voetbalvereniging HHC Hardenberg. Naast de voetbalvereniging zijn er nog een aantal andere sportverenigingen die op hetzelfde sportcomplex spelen. Het hoofdveld van HHC Hardenberg beschikt over twee tribunes, met zowel zit- als staanplaatsen.